# Сокирченко Яків Євдокимович
Я́ків Євдоки́мович Сокирченко (1 травня 1903, місто Олександрівськ, тепер місто Запоріжжя Запорізької області — 5 березня 1969, місто Запоріжжя) — український радянський державний діяч, голова Запорізького міськвиконкому.

## Життєпис
Народився в родині робітника-вантажника. У 1911—1915 роках — учень чотирикласної народної школи в Олександрівську. У 1916—1918 роках — сезонний робітник.
У вересні 1918 — лютому 1920 року — робітник-шишельник у підприємців Мознаїма та Люкімсона у місті Олександрівську. У березні — листопаді 1920 року — безробітний.
У грудні 1920 — серпні 1925 року — кочегар, контролер-інкасатор підприємства «Водосвітло» Наркомунгоспу у місті Запоріжжі.
Член РКП(б) з жовтня 1924.
У вересні 1925 — листопаді 1926 року — курсант 90-го Уральського стрілецького полку Червоної армії у Запоріжжі.
У січні 1927 — листопаді 1929 року — кочегар, контролер, завідувач складу підприємства «Водосвітло» Наркомунгоспу у Запоріжжі.
У грудні 1929 — січні 1931 року — директор Запорізького готелю Наркомунгоспу.
У лютому 1931 — листопаді 1932 року — заступник завідувача відділу комунального господарства Запорізької міської ради.
У грудні 1932 — травні 1933 року — начальник штабу об'єкту протиповітряної оборони та секретар парторганізації Трамвайного тресту в Запоріжжі.
У червні 1933 — березні 1937 року — комендант Запорізької міської ради та районної ради; голова Запорізького міського комітету Спілки робітників державних установ. Одночасно у 1936—1937 роках — слухач дворічної вечірньої партійної школи.
У квітні 1937 — березні 1938 року — завідувач відділу комунального господарства Сталінської районної ради міста Запоріжжя.
У квітні 1938 — січні 1940 року — голова Сталінської районної ради міста Запоріжжя. 2 січня 1940 — 3 жовтня 1941 року — голова виконавчого комітету Сталінської районної ради депутатів трудящих міста Запоріжжя.
Під час німецько-радянської війни з жовтня 1941 року — в евакуації. У листопаді — грудні 1941 року — завідувач відділу діловодства МТО Урюпинського військово-піхотного училища РСЧА.
У січні — листопаді 1942 року — заступник керуючого тресту «Північкавказновлубтекстиль» у місті Нальчик Кабардино-Балкарської АРСР.
У грудні 1942 — вересні 1943 року — директор Шацького прядивного (пенькового) заводу Рязанської області.
15 жовтня — 20 грудня 1943 року — виконувач обов'язків голови виконавчого комітету Запорізької міської ради депутатів трудящих.
20 грудня 1943 — 3 березня 1944 року — голова виконавчого комітету Запорізької міської ради депутатів трудящих.
15 травня 1944 — 27 вересня 1945 року — голова виконавчого комітету Сталінської районної ради депутатів трудящих міста Запоріжжя.
У грудні 1945 — квітні 1948 року — секретар партійного комітету Запорізького залізнично-механічного заводу.
У 1948—1951 роках — директор Запорізького міського молокозаводу.
У 1951—1964 роках — директор ресторану, завідувач їдальні, директор продуктової бази у місті Запоріжжі.
З січня 1964 року — персональний пенсіонер місцевого значення у місті Запоріжжі.